# Rari Nantes Napoli
Rari Nantes Napoli est un club italien de natation sportive et de water-polo, basé à Naples.

## Histoire
Le club est fondé en 1905, il obtient 5 titres de champion national entre 1939 et 1950, grâce notamment à son capitaine Gildo Arena.
Le nom du club est tiré de la locution latine « Rari nantes in gurgite vasto », tirée d'un hémistiche de l'Énéide de Virgile (I, 118).